# Rudi Glöckner
Rudolf Glöckner, detto Rudi (Markranstädt, 20 marzo 1929 – Markranstädt, 25 gennaio 1999) è stato un arbitro di calcio tedesco orientale.

## Carriera
Viene ricordato soprattutto per aver diretto la finale del campionato del mondo 1970 tra Brasile e Italia allo Stadio Azteca di Città del Messico. Finora è l'unico arbitro di nazionalità tedesca ad aver avuto questo privilegio.
Glöckner ha trascorso una lunga carriera da arbitro internazionale, dirigendo le partite di calcio delle Olimpiadi di Tokyo nel 1964 (Repubblica Araba Unita - Sud Corea 10-0 e il quarto di finale ancora tra la Repubblica Araba Unita e il Ghana 5-1), delle Olimpiadi di Monaco nel 1972 (Marocco - Stati Uniti 0-0) e quelle del campionato europeo di calcio 1972 in Belgio (dove diresse la semifinale tra U.R.S.S. e Ungheria). In totale ha preso parte a 2 Olimpiadi e 2 Coppe del Mondo.
Nel suo palmarès figurano anche la direzione di una finale di Coppa Intercontinentale (nel 1970 a Buenos Aires, tra Estudiantes e Feyenoord), di due finali di Coppa UEFA (nel 1971 Leeds United - Juventus e nel 1976 Bruges - Liverpool) e di una finale di Supercoppa Europea (nel 1974 Ajax - Milan).
Vanta inoltre ben tre semifinali di Coppa dei Campioni arbitrate (nel 1968, nel 1972 e nel 1973), una semifinale di Coppa delle Coppe (nel 1966) ed una in Coppa UEFA (nel 1975).
Glöckner subì forti contestazioni subito dopo la fine dell'incontro delle qualificazioni per gli Europei del 1976 tra Galles e Jugoslavia al Ninian Park di Cardiff, in cui i gallesi furono eliminati ai quarti di finale; l'arbitro tedesco orientale, per poter uscire dal terreno di gioco, dovette essere scortato da 16 poliziotti.
Si ricorda un altro episodio curioso relativo all'arbitro tedesco: in occasione della finale dei Mondiali di Messico 1970, vennero issate le bandiere delle nazionali finaliste e della nazione del direttore di gara, ma per un disguido degli organizzatori fu innalzata la bandiera della Repubblica Federale Tedesca anziché quella della Repubblica Democratica Tedesca. Nonostante le proteste di Glöckner, non si trovò la bandiera adatta.
Curiosità: 
nel brano "Torna a casa Mexico" inserita nell'L.P. Mutando degli Squallor del 1981, tale arbitro viene nominato come: "Arbitro imparziale ma non troppo: San Domingo de Nastasio de Valgoncion"